# Кривонос Ігор Васильович
Кривонос Ігор Васильович — радянський, український кінооператор. З 1993 року — член Національної спілки кінематографістів України, Гільдії кінооператорів України.

## Біографія
Народився 27 червня 1952 р. в м. Ленінград (СРСР). Закінчив Київський державний університет ім. Т. Г. Шевченка (1974) за спеціальністю експериментальна ядерна фізика, а також Київський державний інститут театрального мистецтва ім. І. Карпенка-Карого (1983) за спеціальністю кінотелеоператорство (майстерня Л. Прядкіна, Е. Плучіка).
З 1983 року почав роботу кінооператором на кіностудії «Київнаукфільм», потім на інших студіях України, продовжує працювати над фільмами різних жанрів. На студії «Київнаукфільм» зняв стрічки: «Зимівля на Студеній» (1986, у співавт., реж. І. Негреску), «Учитель, якого чекають» (1987, у співавт., реж. В. Хмельницький), «Exoudos» (1987, реж. І. Негреску), «Елегія в стилі Еко» (1988, реж. І. Негреску), «Мальдіви — екологія раю» (1989, реж. Д. Богданов), «Щедрий вечір» (1989, реж. Г. Юнда), «Драма в Заболотті» (1989, реж. Д. Богданов), «Над Трахтемировом високо» (1990, реж. Д. Богданов), «Воскресіння мертвих» (1991, реж. Д. Богданов), «Померти в Росії» (1992, реж. А. Борсюк), «Університети милосердя» (1993, реж. В. Дерюгін) та ін.
На студії «Укртелефільм» зняв фільм «Я — ваш новий вчитель» (1993, реж. В. Хмельницький).
У співробітництві з ТРК «Київ» як режисер зняв телевізійні документальні фільми «Їжа заради життя» (1995), «Посол, акредитований в усьому світі» (1995). У співробітництві з ISKCON зняв як автор-оператор фільми «День в Майапурі» (1996), «Ніранджана Свамі. Штрихи до портрету» (1998). В 1995-98 був оператором Національної освітньої програми з ринкових реформ, знімав телевізійну освітню лялькову програму «Веселий ринок» (реж. Є. Солнцев). В 2000 р. на замовлення Національної телекомпанії України УТ-1 зняв телефільм «Час, вже час» (реж. Є. Солнцев).
2003 - 2005 рр. — оператор студії анімаційних фільмів Укранімафільм, за цей час з режисером О. Педаном зняв анімаційні фільми «Нікого немає вдома» (2002), «Ключ» (2003), «Будиночок для Равлика» (2005), «Найменший» (2006).
На замовлення 5 канала (Санкт-Петербург) зняв історичний 4-серйний фільм «Это делалось в Одессе» (2008, реж. А. Барбук-Трипольський).
2005 - 2022 р. — оператор-постановник ТРК «Глас». За цей час брав участь у створенні більше 300 документальних та просвітницьких фільмів і телепередач, в тому числі: «Старий сон», «Ширша за небеса» (реж. Є. Каретнік), «Житія святих», «Сторінки Євангелія» (реж. Є. Каретнік), «Джерело мистецтв»(реж. Б. Брага), «Літопис - відлуння епох», «Громадянська позиція», «Місце під сонцем» та ін.
З 1991 по 2018 рік — викладач, доцент кафедри операторської майстерності, художній керівник курсу Київського державного інституту театрального мистецтва ім. І. Карпенка-Карого.
С 2013 року учасник міждународних фотовиставок.